# Nathalie Licard
Nathalie Licard (* 17. April 1964 in Dax, Landes) ist eine französische Moderatorin. Ihr Markenzeichen ist ihr ausgeprägter französischer Akzent. Licard wurde ab dem 7. Mai 1997 vor allem durch die Harald-Schmidt-Show bekannt.

## Leben
Nach dem Abitur studierte Licard in Frankreich Literaturwissenschaft und machte eine Ausbildung in Sozialmanagement. Anschließend gründete sie ein Tonstudio und zog nach Köln. Nach eigenen Angaben fing Licard 1997 bei der Harald Schmidt Show als Praktikantin an und sprach damals noch kein Wort Deutsch. Ihre Deutschkenntnisse eignete sie sich im Laufe der Show selbst an.
Vom 9. August 2004 bis zum 10. September 2004 war Licard beim deutsch-französischen Sender Arte zu sehen. Mit Gästen sprach sie wochentags um 20:15 Uhr über Sendungen, die Arte am Abend im Programm zeigte. Neben den unregelmäßigen, aber häufigen Auftritten in der Harald Schmidt Show hatte sie in Harald Schmidt eine feste Rolle. Am 22. November 2006 moderierte sie anstelle von Harald Schmidt etwa die Hälfte der Show. Außerdem war sie die „Sängerin“ der ARD-Showband in Harald Schmidt, obwohl sie dort nur zwei gesangliche Einlagen hatte. Im Juli 2007 war Licard das Gesicht des Themenmonats Vive la France! auf Das Vierte. Ab 6. März 2012 sprach sie wieder den Vorspann und die Werbepausenansagen in der erneut ins Programm aufgenommenen Harald Schmidt Show. Bekannt wurde ihre französische Aussprache der Weizenbier-Marke Schöfferhofer, für die sie auch in Werbespots zu hören war.
2004 sprach Licard die Stimme der Geheimwaffe im Zeichentrickfilm Derrick – Die Pflicht ruft!. Oft war sie Teil des Rateteams in der Sendung Dings vom Dach. Seit 2020 gehört sie zum erweiterten Rateteam der Sendung Sag die Wahrheit. 2008 veröffentlichte Licard das Buch Ich bin gespannt wie gekochtes Gemüse. Eine Französin in Deutschland. Zur Fußball-Europameisterschaft 2016 hatte Licard einige Auftritte in der Sport1-Sendung Doppelpass.